# Natação nos Jogos Olímpicos de Verão de 1988 - 400 m medley feminino
A competição dos 200 metros medley feminino da natação nos Jogos Olímpicos de Verão de 1988 foi disputada nos dia 18 e 19 de setembro no  Jamsil Indoor Swimming Pool em Seul, Coreia do Sul.

## Medalhistas
| Ouro   | USA Janet Evans    |
| Prata  | ROU Noemi Lung     |
| Bronze | GDR Daniela Hunger |

## Recordes
Antes desta competição, os recordes mundiais e olímpicos da prova eram os seguintes:
| Tipo | Atleta                | Tempo   | Local                   | Data                |
| ---- | --------------------- | ------- | ----------------------- | ------------------- |
|      | Petra Schneider (GDR) | 4:36.10 | Guaiaquil, Equador      | 1 de agosto de 1982 |
|      | GDR Petra Schneider   | 4:36.29 | Moscou, União Soviética | 26 de julho de 1980 |

## Resultados

### Eliminatórias
Regra: As oito nadadoras mais rápidas avançam à final A (Q), enquanto as oito seguintes, à final B (q).
| Pos. | Raia | Nadador                | CON                    | Tempo   | Notas |
| ---- | ---- | ---------------------- | ---------------------- | ------- | ----- |
| 1    | 3    | Noemi Lung             | ROM Romênia            | 4:41.96 | Q     |
| 2    | 3    | Kathleen Nord          | GDR Alemanha Oriental  | 4:42.92 | Q     |
| 3    | 4    | Janet Evans            | USA Estados Unidos     | 4:43.04 | Q     |
| 4    | 3    | Jodie Clatworthy       | AUS Austrália          | 4:44.26 | Q, '  |
| 5    | 4    | Daniela Hunger         | GDR Alemanha Oriental  | 4:44.85 | Q     |
| 6    | 3    | Yelena Dendeberova     | URS União Soviética    | 4:46.63 | Q     |
| 7    | 2    | Donna Procter          | AUS Austrália          | 4:47.57 | Q     |
| 8    | 3    | Lin Li                 | CHN China              | 4:48.89 | Q     |
| 9    | 2    | Yan Ming               | CHN China              | 4:49.04 | q     |
| 10   | 4    | Roberta Felotti        | ITA Itália             | 4:49.20 | q     |
| 11   | 2    | Erika Hansen           | USA Estados Unidos     | 4:50.03 | q     |
| 12   | 2    | Antoaneta Strumenlieva | BUL Bulgária           | 4:51.58 | q     |
| 13   | 2    | Christine Magnier      | FRA França             | 4:51.91 | q     |
| 14   | 3    | Birgit Lohberg-Schulz  | FRG Alemanha Ocidental | 4:52.05 | q     |
| 15   | 2    | Anette Philipsson      | SWE Suécia             | 4:53.58 | q     |
| 16   | 2    | Annette Poulsen        | DEN Dinamarca          | 4:54.01 | q     |
| 17   | 4    | Anamarija Petričević   | YUG Iugoslávia         | 4:54.17 |       |
| 18   | 4    | Suki Brownsdon         | GBR Grã-Bretanha       | 4:54.66 |       |
| 19   | 4    | Yoshie Nishioka        | JPN Japão              | 4:55.31 |       |
| 20   | 3    | Marianne Muis          | NED Países Baixos      | 4:56.31 |       |
| 21   | 3    | Mildred Muis           | NED Países Baixos      | 4:56.89 |       |
| 22   | 4    | Irene Dalby            | NOR Noruega            | 4:58.14 |       |
| 23   | 1    | Hiroyo Harada          | JPN Japão              | 5:00.92 |       |
| 24   | 2    | Tracey Atkin           | GBR Grã-Bretanha       | 5:01.34 |       |
| 25   | 1    | Michelle Smith         | IRL Irlanda            | 5:01.84 |       |
| 26   | 1    | Marlene Bruten         | MEX México             | 5:03.69 |       |
| 27   | 1    | Chang Hui-chien        | TPE Taipé Chinês       | 5:13.20 |       |
| 28   | 1    | Valentina Aracil       | ARG Argentina          | 5:19.17 |       |
| 29   | 1    | Annemarie Munk         | HKG Hong Kong          | 5:24.11 |       |
| 30   | 1    | Kimberly Chen          | TPE Taipé Chinês       | 5:28.15 |       |
| 031  | 4    | Yuliya Bogacheva       | URS União Soviética    | DNS     |       |

### Finais

#### Final B
| Pos. | Raia | Nadador                | CON                    | Tempo   | Notas |
| ---- | ---- | ---------------------- | ---------------------- | ------- | ----- |
| 9    | 5    | Roberta Felotti        | ITA Itália             | 4:49.53 |       |
| 10   | 7    | Birgit Lohberg-Schulz  | FRG Alemanha Ocidental | 4:50.54 |       |
| 11   | 3    | Erika Hansen           | USA Estados Unidos     | 4:51.93 |       |
| 12   | 6    | Antoaneta Strumenlieva | BUL Bulgária           | 4:52.33 |       |
| 13   | 1    | Anette Philipsson      | SWE Suécia             | 4:52.77 |       |
| 14   | 2    | Christine Magnier      | FRA França             | 4:53.29 |       |
| 15   | 8    | Annette Poulsen        | DEN Dinamarca          | 4:54.40 |       |
| 16   | 4    | Yan Ming               | CHN China              | 4:55.92 |       |

#### Final A
| Pos.              | Raia | Nadador            | CON                   | Tempo   | Notas |
| ----------------- | ---- | ------------------ | --------------------- | ------- | ----- |
| Medalha de ouro   | 3    | Janet Evans        | USA Estados Unidos    | 4:37.76 |       |
| Medalha de prata  | 4    | Noemi Lung         | ROM Romênia           | 4:39.46 |       |
| Medalha de bronze | 2    | Daniela Hunger     | GDR Alemanha Oriental | 4:39.76 |       |
| 4                 | 7    | Yelena Dendeberova | URS União Soviética   | 4:40.44 |       |
| 5                 | 5    | Kathleen Nord      | GDR Alemanha Oriental | 4:41.64 |       |
| 6                 | 6    | Jodie Clatworthy   | AUS Austrália         | 4:45.86 |       |
| 7                 | 8    | Lin Li             | CHN China             | 4:47.05 |       |
| 8                 | 1    | Donna Procter      | AUS Austrália         | 4:47.51 |       |